# الطوايل الشرقية
قرية الطوايل الشرقية هي إحدى القرى التابعة لمركز ساقلتة بمحافظة سوهاج في جمهورية مصر العربية. حسب إحصاءات سنة 2006، بلغ إجمالي السكان في الطوايل الشرقية 6155 نسمة، منهم 3163 رجل و2992 امرأة.